# Лірія
Льїрія[джерело?] або Лірія (валенс. Llíria (офіційна назва), ісп. Liria) — муніципалітет в Іспанії, у складі автономної спільноти Валенсія, у провінції Валенсія. Населення — 22 997 осіб (2010).

## Географія
Муніципалітет розташований на відстані близько 280 км на схід від Мадрида, 26 км на північний захід від Валенсії.

## Демографія
Динаміка населення (INE ):

## Галерея зображень

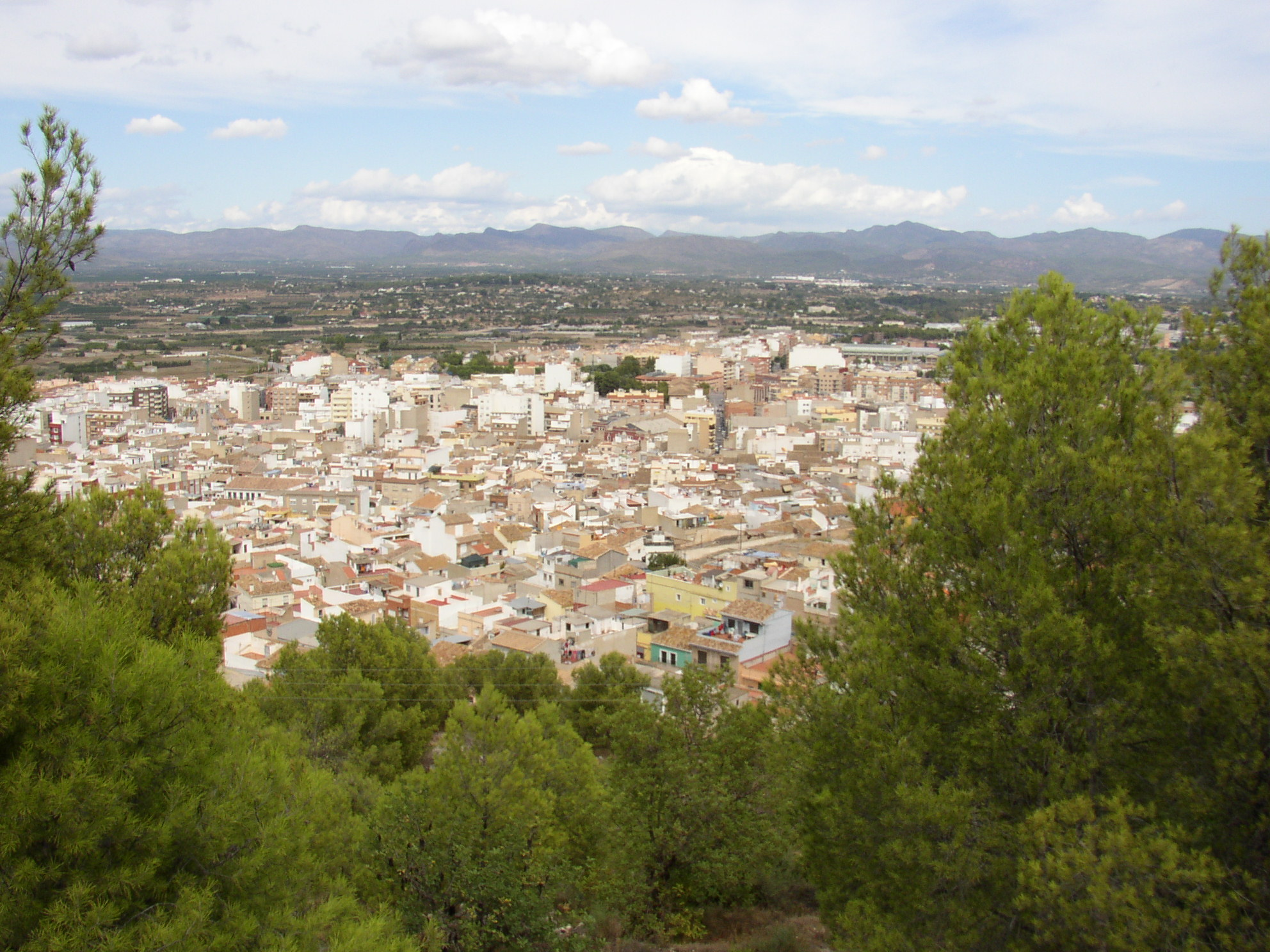
Панорама
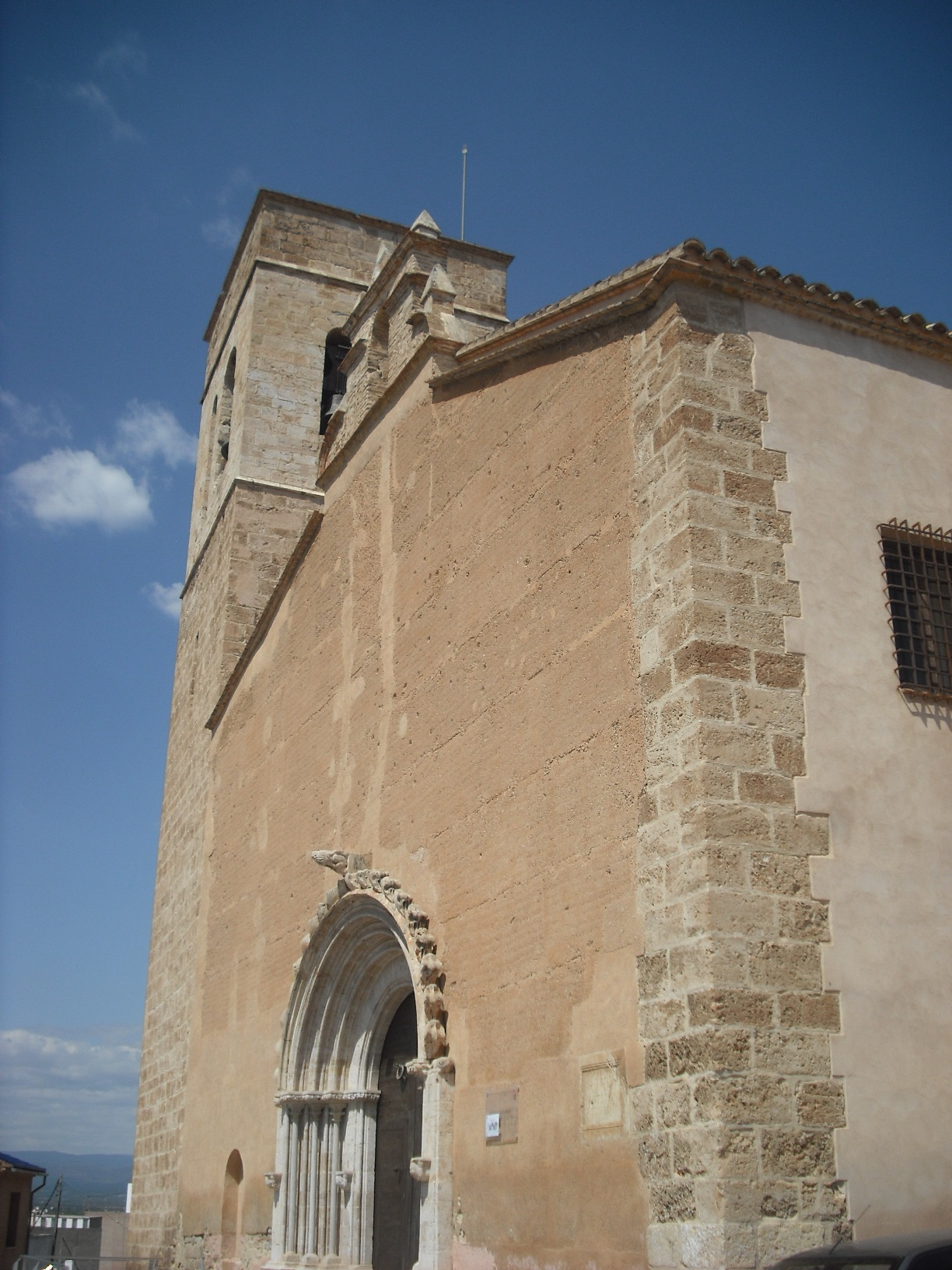
Церква Ла-Сангре
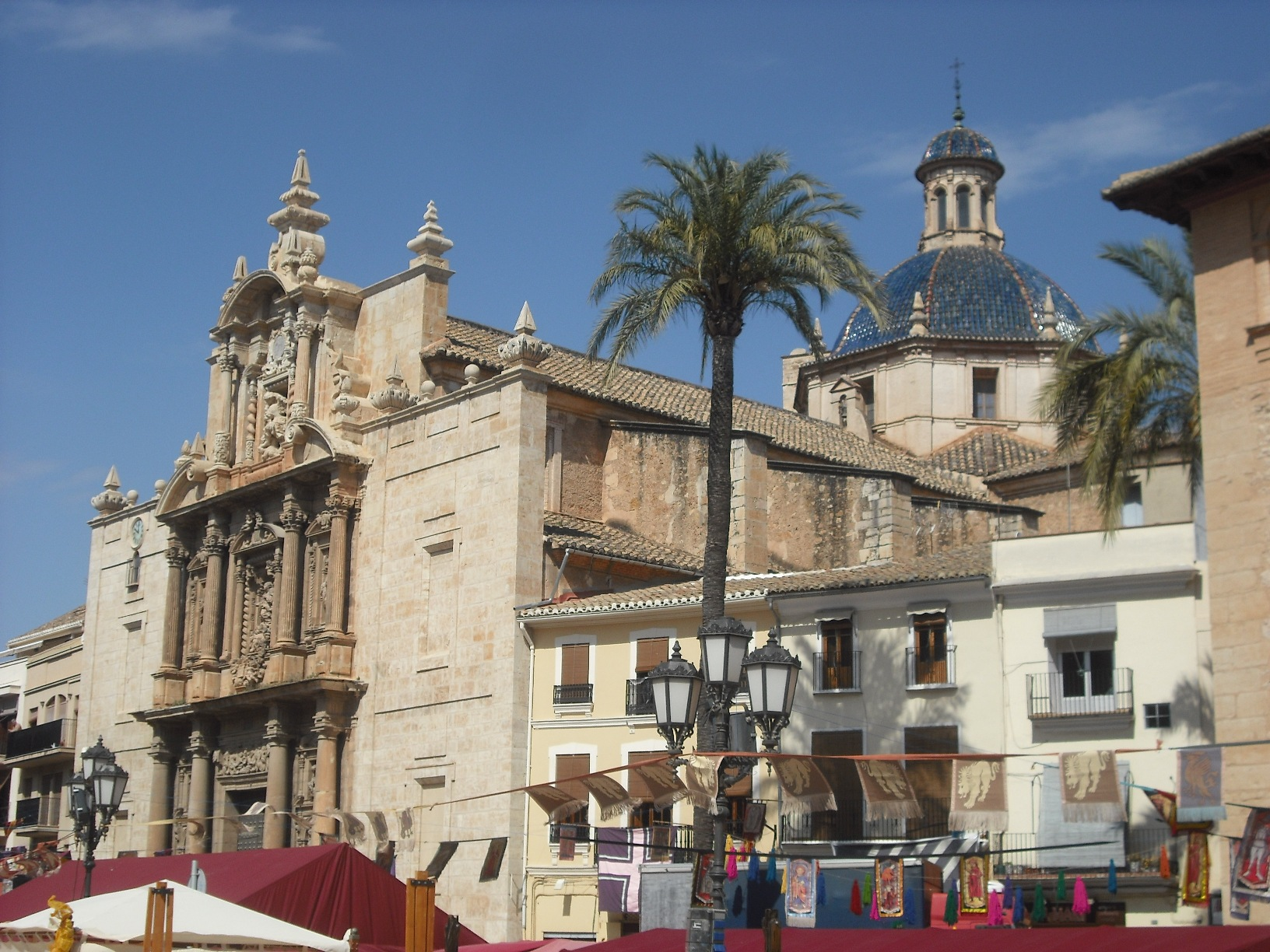
Церква Нуестра-Сеньйора-де-ла-Асунсьйон